# Park Charlotty G. Masarykové
Park Charlotty G. Masarykové (dříve park u Písecké brány, nebo sad u Písecké brány) se nachází na Praze 6 poblíž Písecké brány. Je ohraničen ulicemi Na Valech, Badeniho, Mickiewiczova, Na baště sv. Ludmily, Na baště sv. Jiří a Tychonova. Park je rozdělen na dvě části ulicí K Brusce. Park byl zřízen v roce 1913 po odkupu vojenských pozemků obcí, pravděpodobně podle návrhu architekta Karla Skaláka. V roce 1973 byl park zapsán na seznam kulturních památek. V roce 2000 byl park rekonstruován a v následném roce přejmenován na Park Charlotty G. Masarykové, ženy prvního československého prezidenta Tomáš Garigua Masaryka. Další rekonstrukce probíhala v letech 2003 až 2006. Na místě parku se původně nacházel obranný příkop. Charakter parku tvoří tvar bývalého barokního opevnění. Mezi stromy v rostoucími v parku se dají nalézt topol černý a bílý a platan javorolistý. Nalézají se zde dva pomníky věnované osobám, které padli v květnu roku 1945. Jeden je věnován Jiřímu Juklovi a Janu Součkovi, druhý Františku Burdovi a Janu Somolovi. Dále od roku 1996 je v části parku při ulici Badeniho umístěno sousoší izraelského sochaře Israela Hadany, které je vytvoříl pro výstavu izraelské grafiky konané o rok dříve na Staroměstské radnici v Praze a následně věnoval Galerii hlavního města Prahy. Jedná se o tři jehlany z ocelového plechu. Jeden z nich má hladké stěny, ve druhém jsou vyřezány otvory ve tvaru Československa před druhou světovou válkou a ve třetím je vyřezána báseň Ti, kdo nesou vzpomínky na všechen čas v hebrejštině.
Významnými stavbami v okolí parku jsou Písecká brána a Bílkova vila.

## Galerie

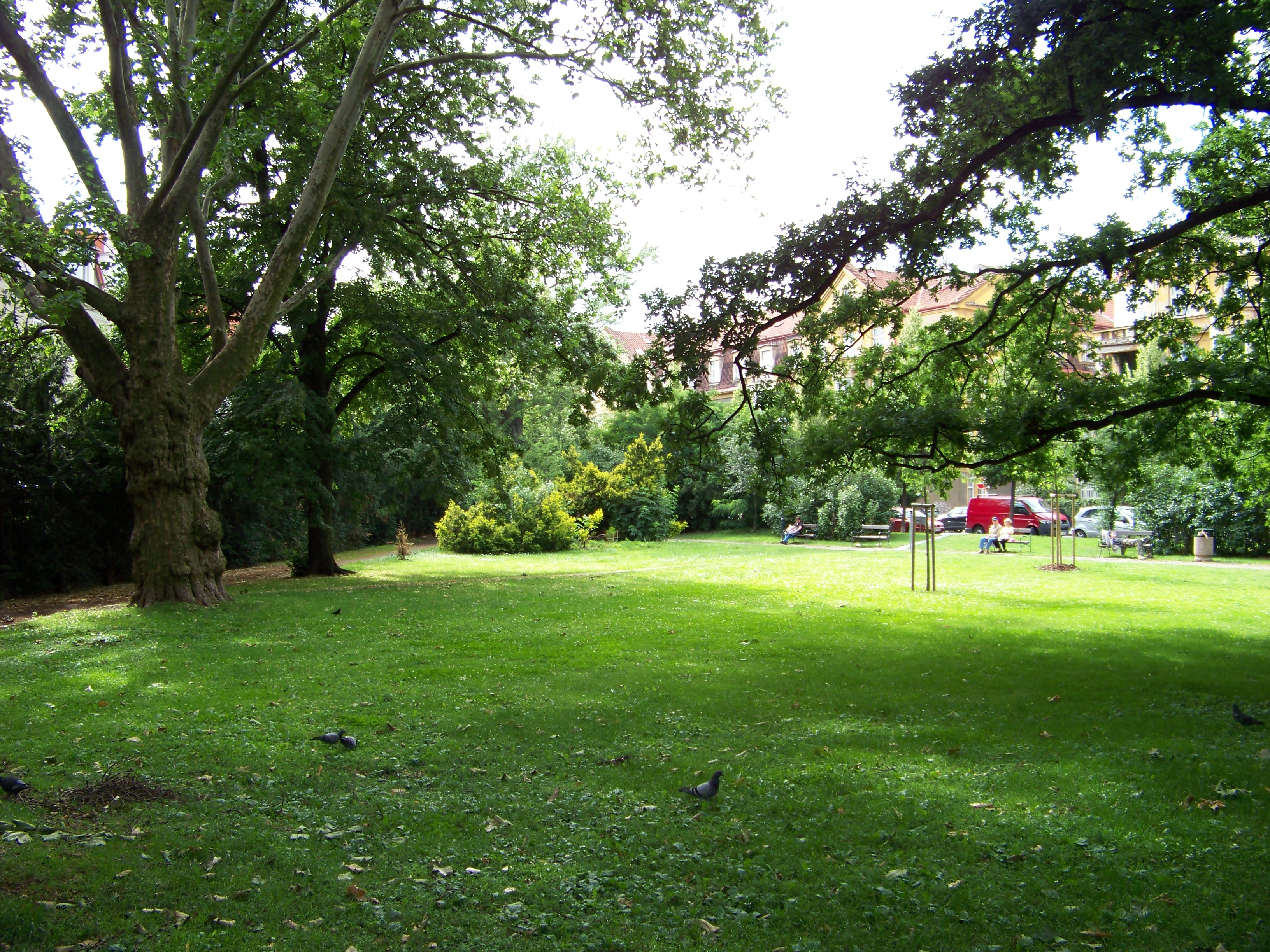
Stromy s platanem
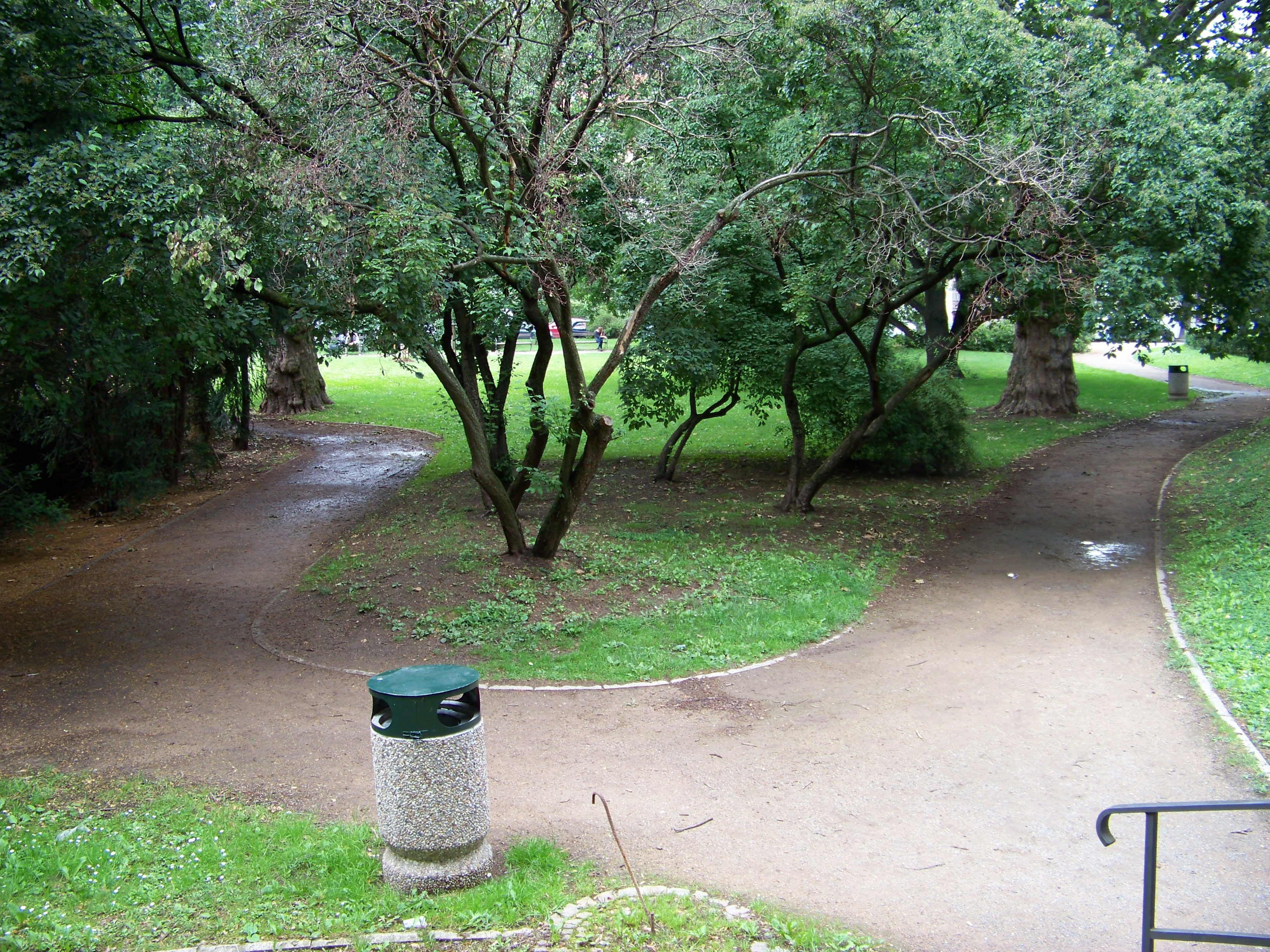
Cesty
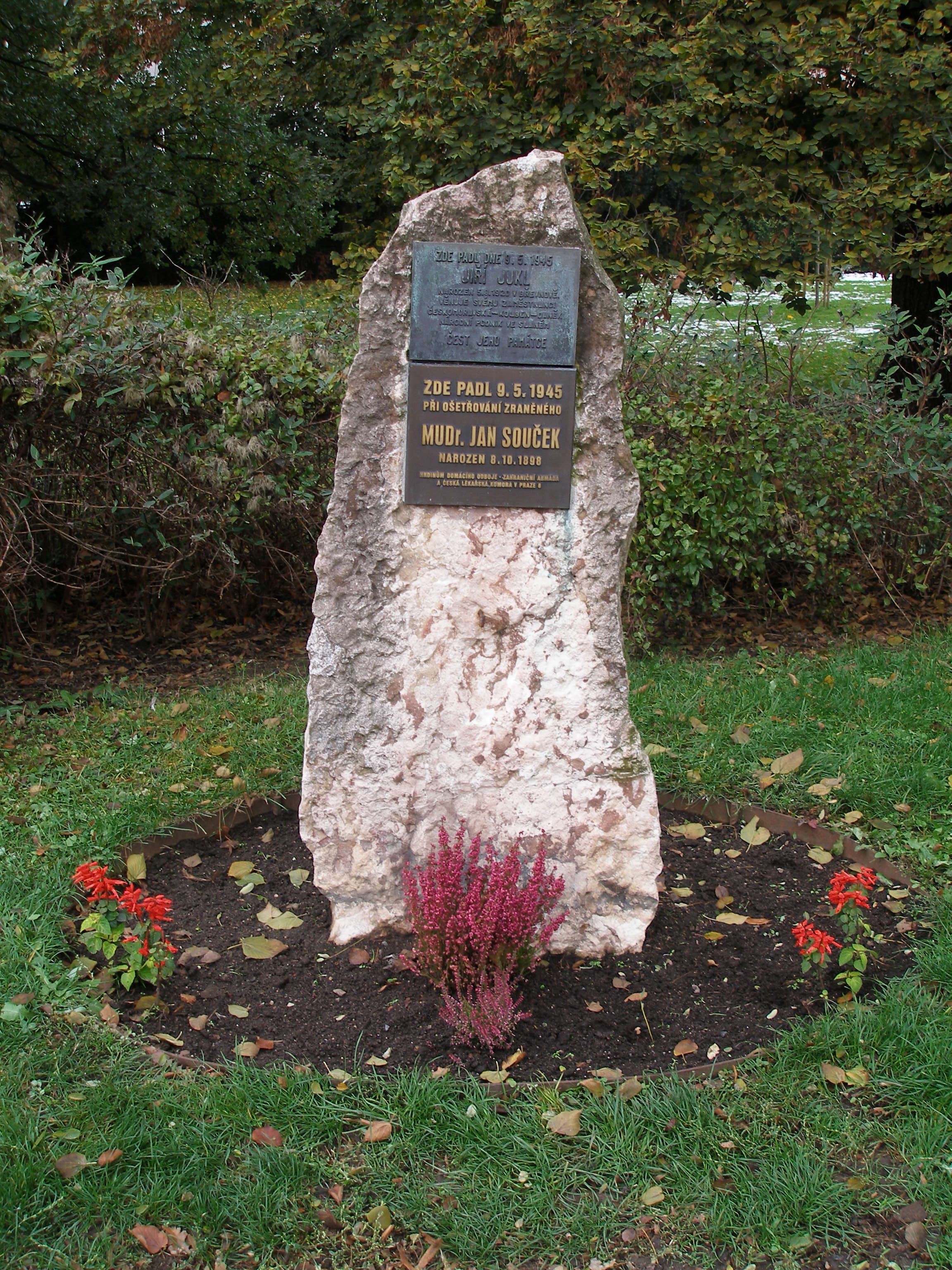
Jeden z pomníků
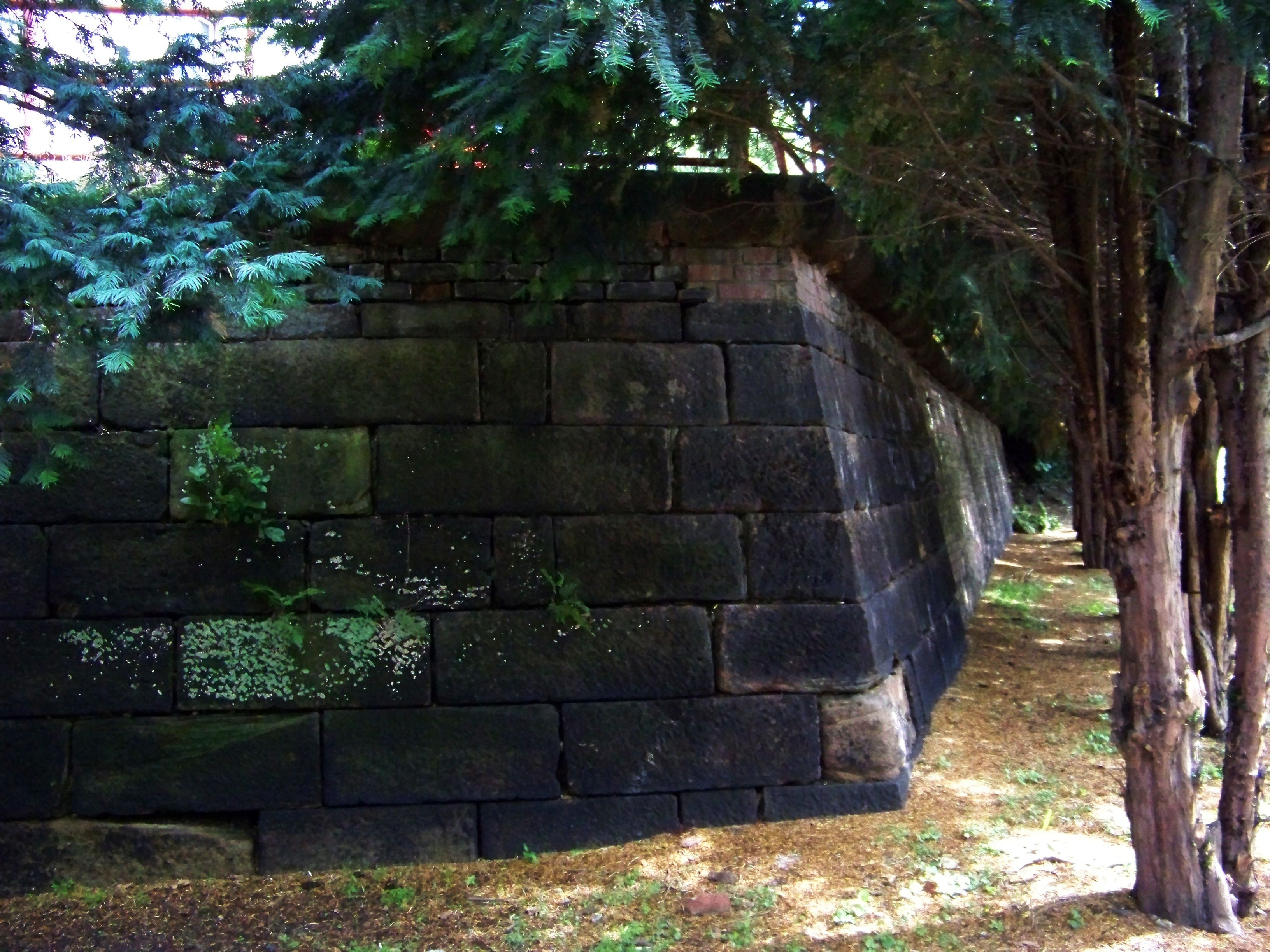
Zbytky barokního opevnění
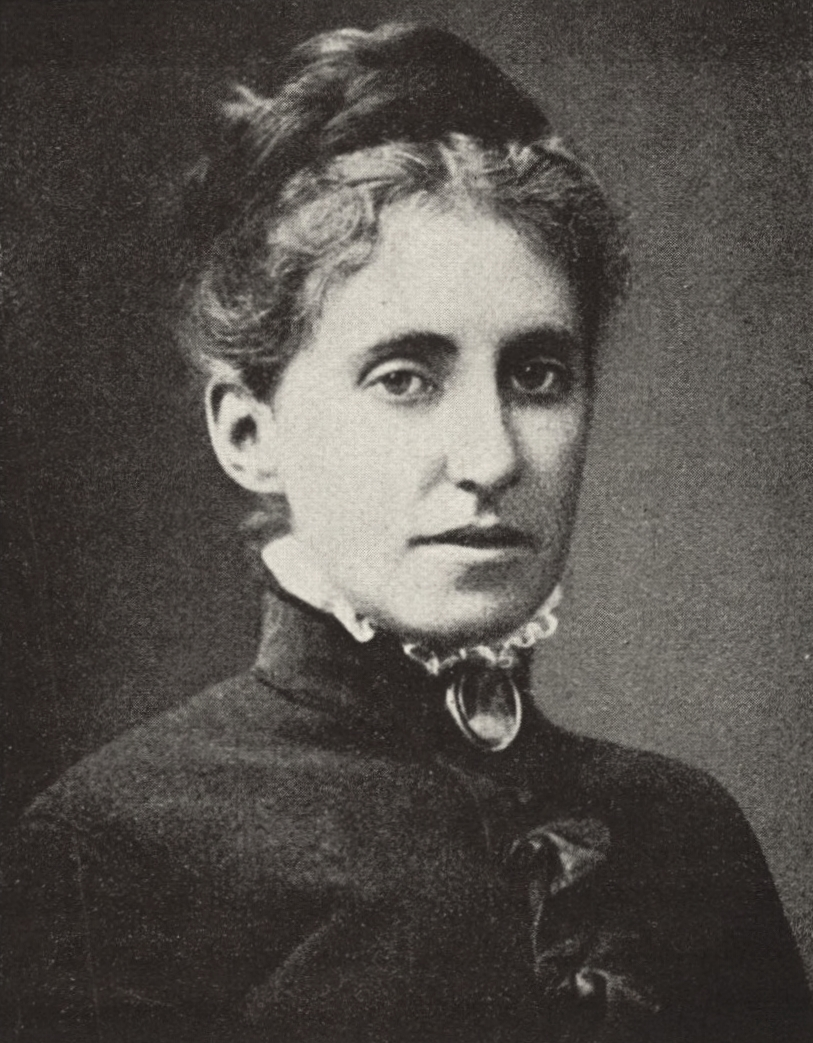
Charlotta Garrigue Masaryk v roce 1877